# Ariel Betancourt
Pour les articles homonymes, voir Betancourt.
Ariel Betancourt Cepero – surnommé El Jimagua – est un footballeur international cubain, né le 30 septembre 1970 à Zulueta (Province de Villa Clara), qui évoluait au poste d'attaquant. 
Avec 122 buts marqués sous les couleurs du FC Villa Clara, c'est le troisième meilleur buteur du championnat de Cuba, derrière Serguei Prado (126) et Lester Moré (123).

## Biographie

### Club
Betancourt se distingue au sein du FC Villa Clara en 1992, en remportant le championnat de Cuba tout en étant sacré meilleur buteur dudit championnat. Il sera sacré meilleur buteur à trois autres reprises, en 1998, 2000-01 et 2001-02.
En 1999, il est prêté au Bonner SC, club de 4e division allemande.
Lors de la saison 2002-03, il marque le 1000e but du FC Villa Clara en championnat.

### Sélection
Betancourt participe avec l'équipe de Cuba à la Coupe caribéenne des nations 1999 et dispute l'intégralité du match du 1er tour face à Saint-Cristophe-et-Niévès (2-0). Il n'est en revanche pas aligné lors de la finale où les joueurs cubains s'inclinent face à Trinité-et-Tobago (1-2 a.p.).
Sélectionné par Miguel Company pour disputer la Gold Cup 2002, il ne dispute aucun des deux matchs de son pays lors du tournoi organisé aux États-Unis. 
Son total en équipe de Cuba s'élève à 11 sélections (aucun but marqué).

## Palmarès

### En club
- Champion de Cuba à quatre reprises en 1992, 1996, 1997 et 2002-03 avec le FC Villa Clara.

### En équipe de Cuba
- Finaliste de la Coupe caribéenne des nations en 1999.

### Distinctions individuelles
- Meilleur buteur du championnat de Cuba à quatre reprises en 1992 (avec 8 buts), 1998 (14 buts), 2000-01 (20 buts) et 2001-02 (17 buts)[6].